# Beautiful Broken
Beautiful Broken es un álbum de estudio de la banda de rock estadounidense Heart, publicado el 8 de julio de 2016 por el sello Concord Music Group. Se trata de una mezcla de nuevas canciones y de pistas clásicas regrabadas.

## Lista de canciones
1. "Beautiful Broken"– 2:24
2. "Two" – 4:22
3. "Sweet Darlin'" – 3:52
4. "I Jump" – 3:51
5. "Johnny Moon" – 4:14
6. "Heaven" – 5:23
7. "City's Burning" – 3:49
8. "Down on Me" – 5:12
9. "One Word" – 3:33
10. "Language of Love" – 3:34

## Créditos
- Ann Wilson – voz
- Nancy Wilson – guitarras, voz
- Craig Bartock – guitarras
- Chris Joyner – piano
- Dan Rothchild – bajo
- Ben Smith – batería y percusión
- James Hetfield – voz en "Beautiful Broken"